# Claus von Stauffenberg
Claus Philipp Maria Justinian Schenk Graf von Stauffenberg (n. 15 noiembrie 1907, Jettingen-Scheppach, Bavaria – d. 21 iulie 1944, Berlin) a fost un ofițer german, de origine aristocrată , care în timpul celui de al Doilea Război Mondial a participat la organizarea și executarea atentatului eșuat din 20 iulie 1944 ce viza eliminarea dictatorului Germaniei Naziste, Adolf Hitler. La început el a fost un simpatizant al regimului autoritar nazist, ulterior, când și-a dat seama de metodele criminale ale naziștilor, va trece în fruntea rezistenței germane, fiind unul dintre personalitățile principale care participă la atentatul din 20 iulie 1944 împotriva lui Hitler. Participarea lui Stauffenberg a fost esențială, deoarece în calitate de membru al statului major al Armatei de Rezervă acesta a putut avea acces la sala de raport a lui Hitler, situată în adăpostul lupului, putând astfel plasa dispozitivul explozibil. Atentatul împotriva lui Hitler a eșuat, Stauffenberg a fost executat a doua zi după atentat.

## Execuția
Generalul-colonel Friedrich Olbricht și colonelul Albrecht Mertz von Quirnheim au fost executați înainte de 01:00 în acea noapte (21 iulie 1944) de către un pluton de execuție improvizat în curtea Bendlerblock (Cartiereul general al armatei), care era luminată de farurile unui camion.

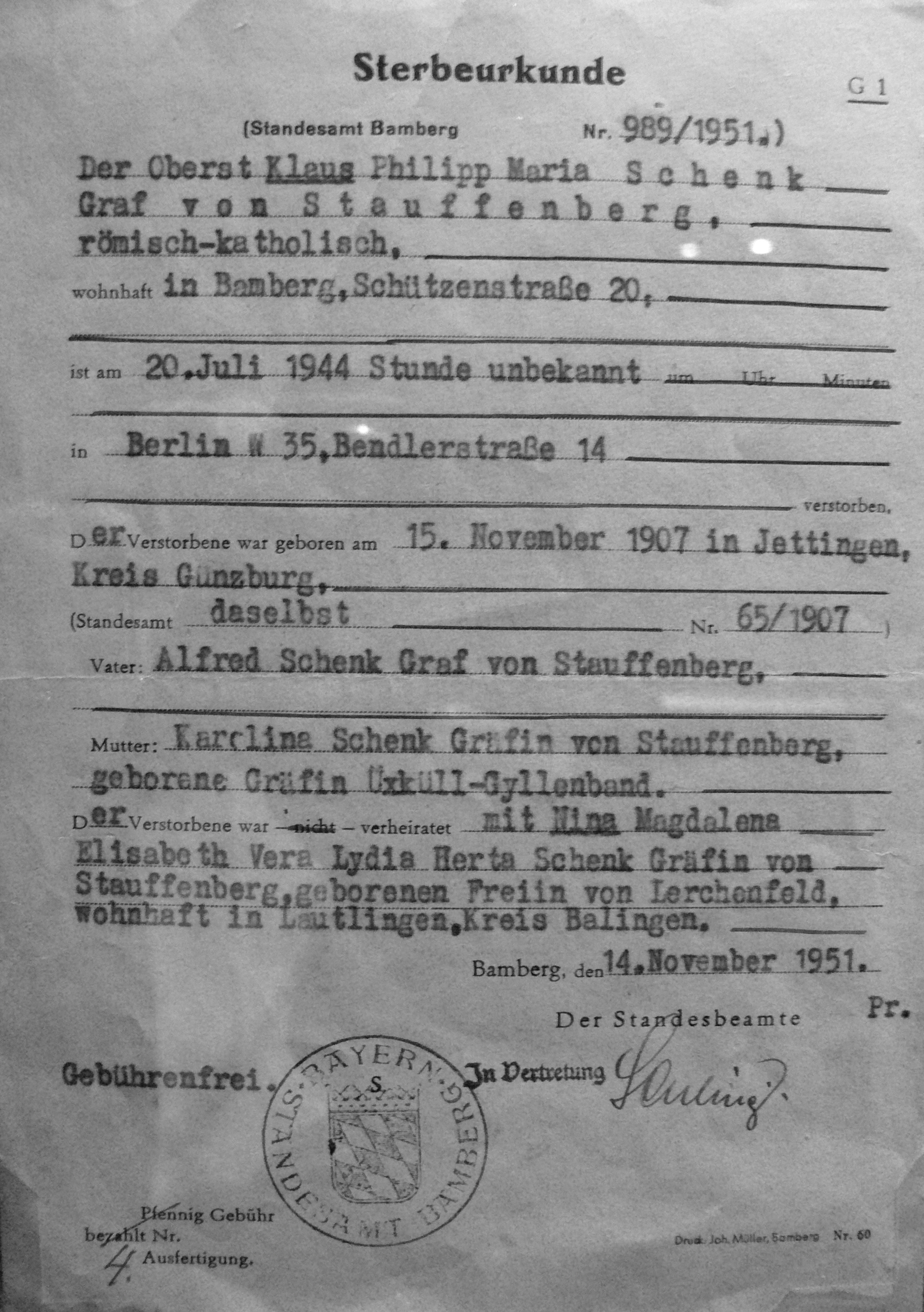
Certificatul de deces (emis în 1951)

Stauffenberg a fost al treilea care urma să fie executat și locotenentul von Haeften după el. Cu toate acestea, atunci când a fost rândul lui Stauffenberg, locotenentul von Haeften însuși s-a plasat între plutonul de execuție și Stauffenberg, primind gloanțele destinate lui Stauffenberg. Când a venit rândul său, Stauffenberg a rostit ultimele sale cuvinte, "Es lebe unser heiliges Deutschland!" ("Trăiască Germania noastră sfântă!"). Generalul Friedrich Fromm a ordonat ca ofițerii executați (foștii săi colegi conspiratori) să fie îngropați imediat cu onoruri militare în cimitirul Matthäus din cartierul Schöneberg din Berlin. Cu toate acestea în ziua următoare corpul lui Stauffenberg a fost exhumat de SS, fiindu-i confiscate medaliile și insignele, și apoi incinerat.

## Literatură
- Ulrich Cartarius: Opposition gegen Hitler: Bilder Texte, Dokumente. Neuausgabe. Siedler, Berlin 1994, ISBN 3-88680-523-9 (Gesamtdarstellung des Widerstands).
- Marion Gräfin Dönhoff: Um der Ehre Willen. Erinnerungen an die Freunde vom 20. Juli. Siedler, Berlin 1994, ISBN 3-88680-532-8.
- Allen Welsh Dulles: Verschwörung in Deutschland. Schleben, Kassel 1949. (englisch) Originalausgabe: Germany's Underground. Macmillan, New York 1947.
- Joachim Fest: Staatsstreich. Der lange Weg zum 20. Juli. Siedler, Berlin 1994, ISBN 3-88680-539-5 (Gesamtdarstellung v.a. des militärischen Widerstands).
- Hans Bernd Gisevius: Bis zum bittern Ende: Vom 30. Juni 1934 zum 20. Juli 1944. Ullstein, Frankfurt am Main, Berlin 1964.
- Peter Hoffmann: Claus Schenk Graf von Stauffenberg und seine Brüder. DVA, Stuttgart 1992, ISBN 3-421-06533-0.
- Peter Hoffmann: Stauffenberg und der 20. Juli 1944. 2. Auflage. München 2007.
- Joachim Kramarz: Claus Graf von Stauffenberg. 15. November 1907 – 20. Juli 1944. Das Leben eines Offiziers. Bernard & Graefe, Frankfurt am Main 1965.
- Christian Graf von Krockow: Eine Frage der Ehre. Stauffenberg und das Hitler-Attentat vom 20. Juli 1944. Rowohlt, Berlin 2002, ISBN 3-87134-441-9; als Taschenbuch Rowohlt, Hamburg 2004, ISBN 3-499-61494-4.
- Christian Müller: Oberst i.G. Stauffenberg. Eine Biographie. Droste, Düsseldorf 1970, ISBN 3-7700-0228-8.
- Arnim Ramm: Kritische Analyse der Kaltenbrunner-Berichte über die Attentäter vom 20. Juli 1944. Ein Beitrag zur Geschichte des militärischen Widerstandes. Tectum, Marburg, 2003, ISBN 3-8288-8575-6.
- Manfred Riedel: Geheimes Deutschland. Stefan George und die Brüder Stauffenberg. Köln 2006. (Rezension von Gunilla Eschenbach, in: H-Soz-u-Kult, 31. Januar 2007.)
- Bodo Scheurig: Claus Graf von Stauffenberg. Colloquium, Berlin, 1964.
- Ulrich Schlie: „Es lebe das heilige Deutschland“. Ein Tag im Leben des Claus Schenk Graf von Stauffenberg. Ein biographisches Porträt. Herder, Freiburg im Breisgau 2009, ISBN 978-3-451-29875-2.
- Harald Steffahn: Stauffenberg. 3. Auflage. Rowohlt, Reinbek bei Hamburg 2002, ISBN 3-499-50520-7.
- Peter Steinbach: Claus von Stauffenberg. Zeuge im Feuer, Leinfelden-Echterdingen 2007.
- Gerd R. Ueberschär: Stauffenberg. Der 20. Juli 1944, Fischer, Frankfurt am Main 2004, ISBN 3-10-086003-9.
- Wolfgang Venohr: Stauffenberg. Symbol des Widerstands. 3. Auflage. Herbig, München 2000, ISBN 3-7766-2156-7.
- Eberhard Zeller: Oberst Claus Graf Stauffenberg. Ein Lebensbild, Schöningh, Paderborn u.a. 1994, ISBN 3-506-79770-0.
- Eberhard Zeller: Geist der Freiheit. Der zwanzigste Juli. 1952. Neuauflage: Edition JF, Berlin 2004, ISBN 3-929886-20-0.